# Tout fout le camp
Tout fout le camp è un film del 2022 diretto da Sébastien Betbeder.

## Trama
Thomas, giornalista freelance, deve scrivere un articolo su Usé, musicista ed ex candidato alle comunali. Durante un viaggio in auto, Thomas e Usé scoprono il cadavere di Jojo, il quale tuttavia resuscita.

## Produzione
Il film è stato girato principalmente nella regione del Pas-de-Calais, più precisamente a Berck.